# Efim Volkov

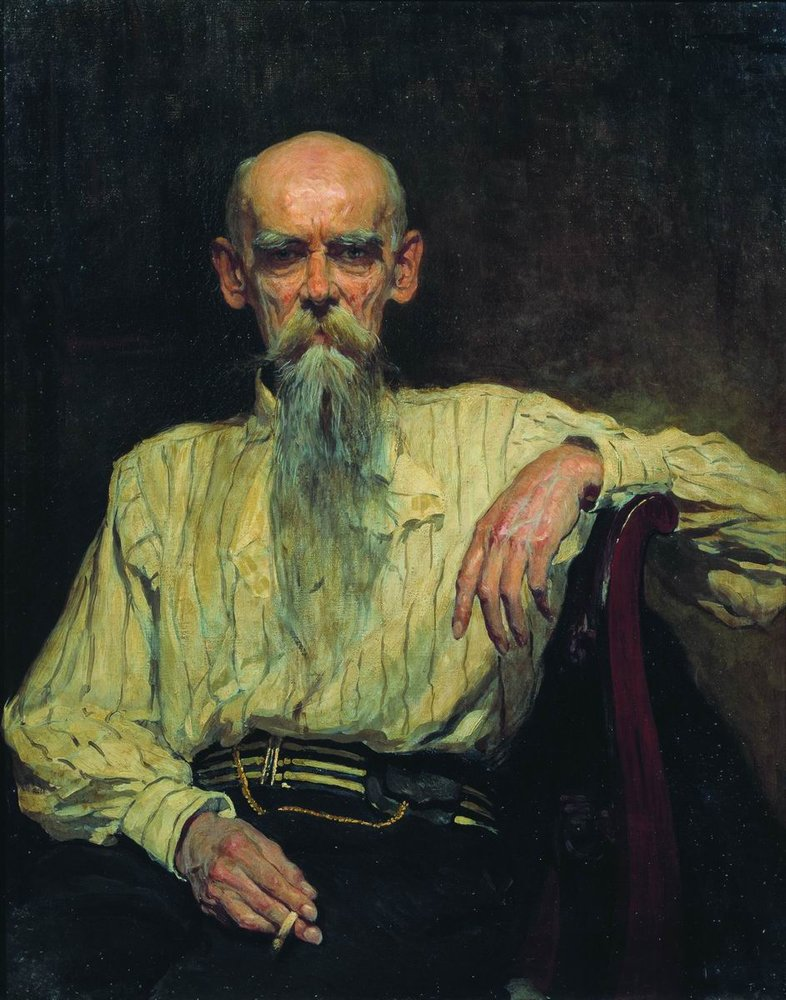
Efim Volkov (1914),
di Aleksandr Makovskij

Efim Efimovič Volkov (in russo: Ефим Ефимович Волков; San Pietroburgo, 4 aprile 1844 – Pietrogrado, 17 febbraio 1920) è stato un pittore russo.

## Biografia
Suo padre era un paramedico e la sua famiglia era povera. Lavorò brevemente presso il Ministero della Giustizia dell'Impero Russo. Nel 1866 iniziò a prendere lezioni di disegno presso la Società Imperiale per l'Incoraggiamento delle Arti. In seguitò studiò presso l'Accademia Imperiale di Belle Arti e affinò le sue capacità facendo schizzi di paesaggi naturali. Nel 1870 ricevette il titolo di "Libero Artista" come riconoscimento della sua opera "Vista di San Pietroburgo e della sua Periferia".
Nel 1878 si unì alla "Compagnia delle esportazioni di arte itinerante" (Peredvižniki) e, sotto la loro egida, fece mostre annuali delle sue opere. La morte di sua figlia nel 1894 fu per lui causa di forte dolore per diversi anni, ma nel 1888 riuscì a fare un lungo viaggio in Grecia, Turchia, Egitto e Palestina insieme a sua moglie, dove dipinse diversi paesaggi con viste sul mare. Infine visitò anche la regione della Volga.
Divenne membro dell'Accademia Imperiale di Belle Arti nel 1895 e fu nominato Accademico quattro anni dopo. Dopo gli eventi della Domenica di sangue i Peredvižniki subirono controlli da parte della polizia, l'interesse per le loro opere iniziò a declinare e la carriera di Volkov non ebbe mai una rinascita. Morì in povertà nella sua casa sull'Isola Vasil'evskij.

## Galleria d'immagini

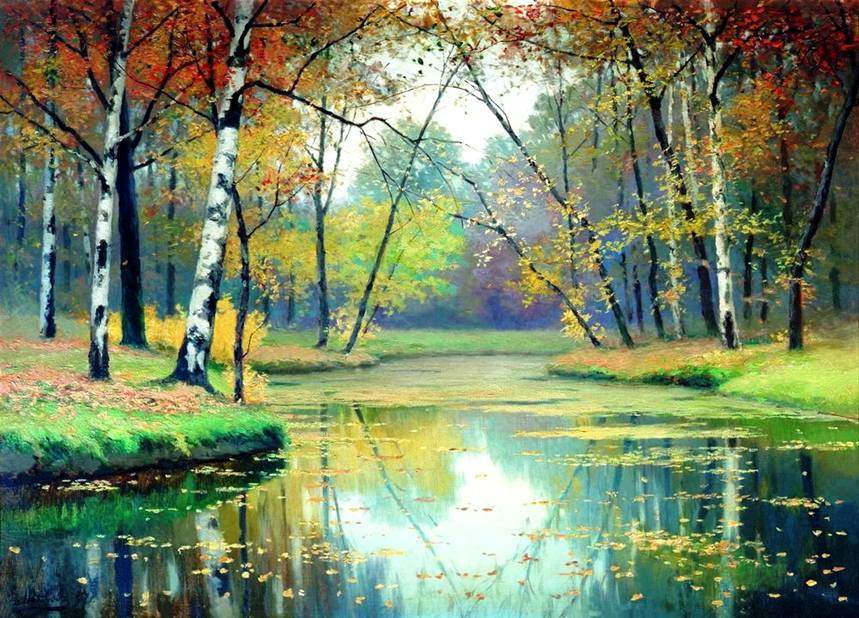
Paesaggio Autunnale (1897)
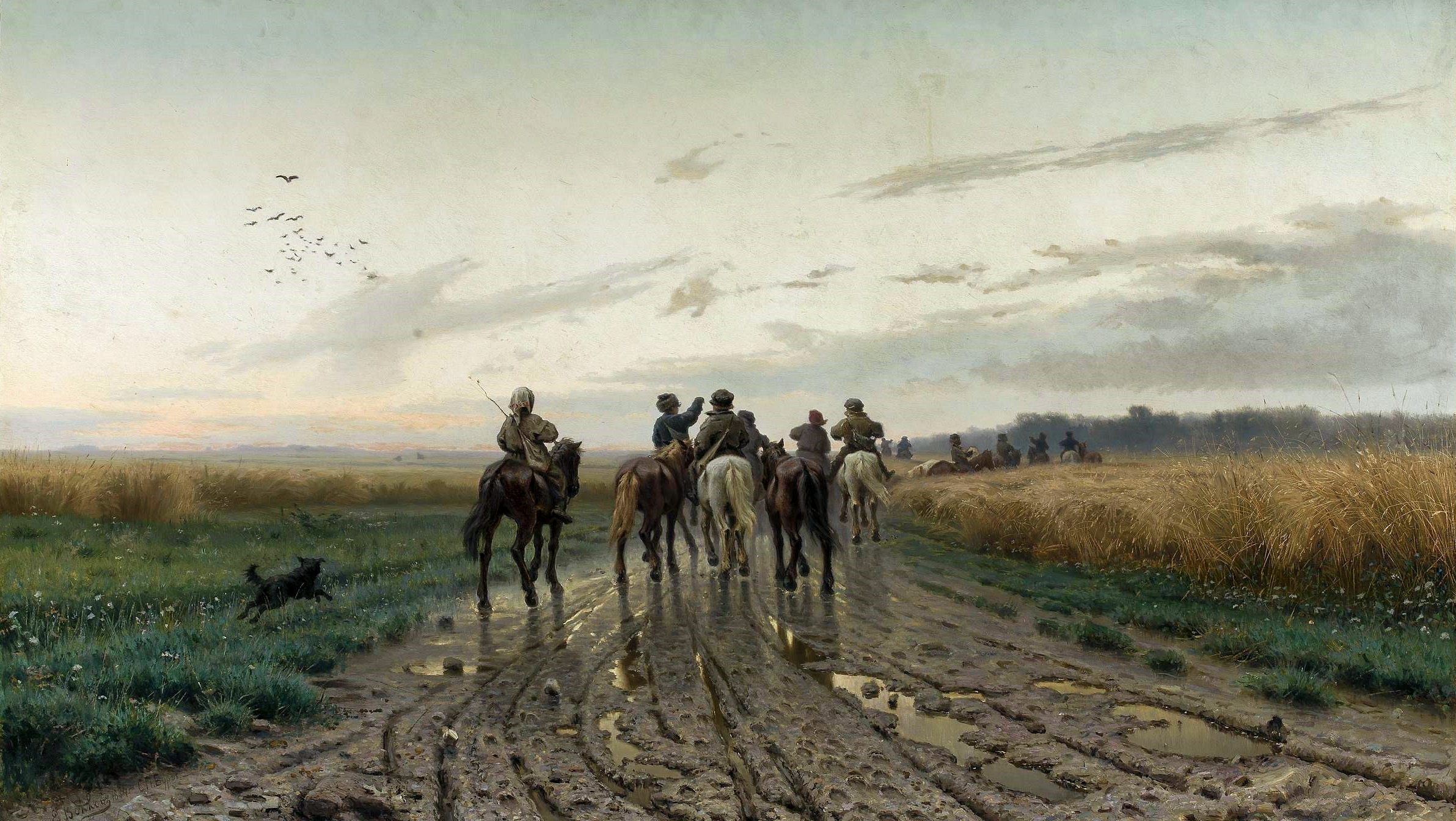
Sulla via per il pascolo (1884)
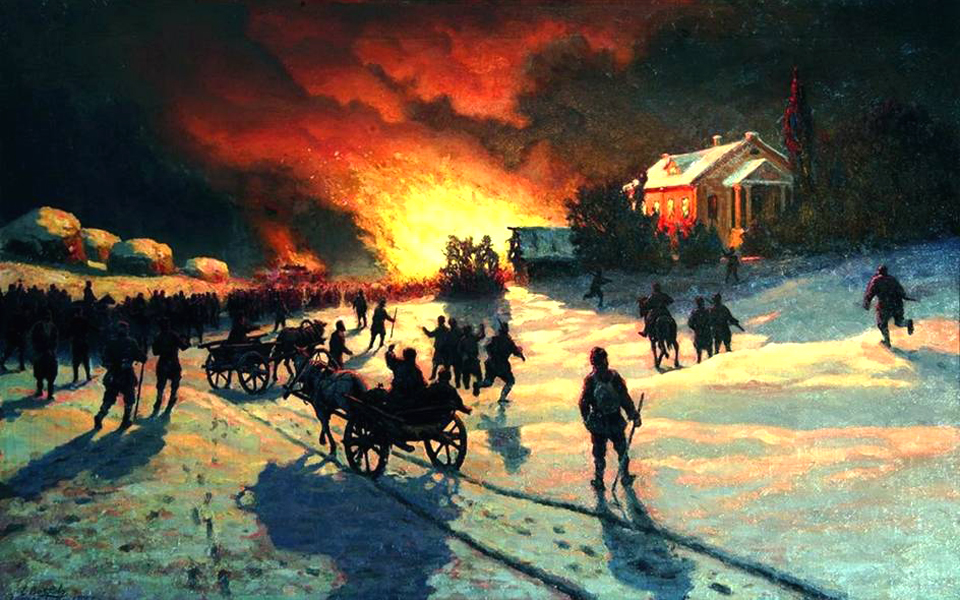
Il Fuoco (data sconosciuta)
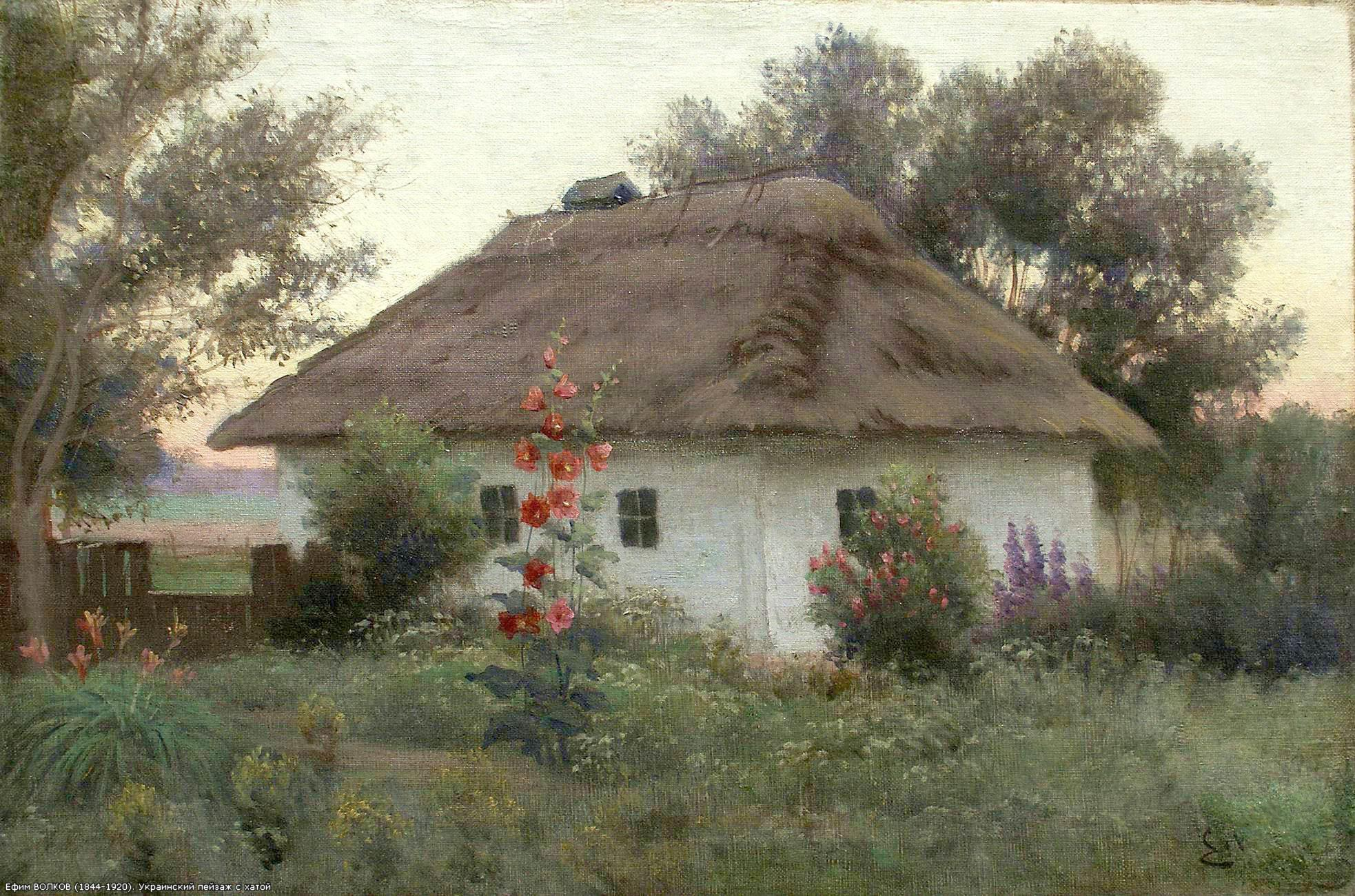
Paesaggio ucraino con Capanna (1910)